# 张文浩
张文浩（？—1836年），清朝顺天大兴（今北京市）人。
张文浩以捐纳得任布政使经历，赴东河、南河效力。历任山清外河同知、河东河道总督、江南河道总督。嘉庆年间，先后办理黄河仪封、武陟马营坝决口堵复工程。后主持加高黄河堤防子堰工程，勘察南北运河及永定河漫决。道光四年（1824年）运河高堰堤溃万余丈，革职遣戍新疆。平定回疆张格尔叛乱，随营效力。道光十六年张文浩去世。